# Evangeliario di Dalby

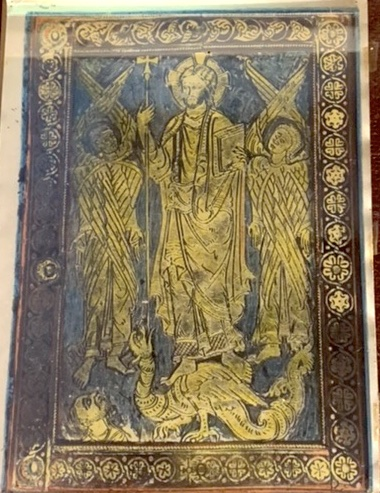
Evangeliario di Dalby, Copertina

L'Evangeliario di Dalby (danese: Dalbybogen, svedese: Dalbyboken) è un evangeliario dell'XI secolo attualmente conservato presso la Biblioteca Reale di Danimarca a Copenaghen. Il manoscritto miniato deve il suo nome alla chiesa di Dalby in Svezia, dove il libro del Vangelo era in uso. Durante il Medioevo, Dalby faceva parte della Danimarca. Non si sa con certezza dove il codice sia stato realizzato; numerosi ricercatori hanno suggerito che sia stato realizzato a Dalby, mentre altri indicano l'attuale Germania come probabile luogo di origine. Il manoscritto è la prima testimonianza della presenza di codici e di una cultura letteraria in Danimarca; contiene quattro miniature a piena pagina con i ritratti dei quattro evangelisti, 16 tavole di canoni e una serie di semplici iniziali ingrandite in rosso. La rilegatura in argento dorato e rame risale alla metà del XII secolo.

## Storia
L'Evangeliario è stato datato alla seconda metà dell'XI secolo per motivi paleografici. Contiene annotazioni fatte nel XIV e XV secolo che indicano chiaramente come in quel periodo il libro fosse in uso nella chiesa di Dalby e nel suo priorato.

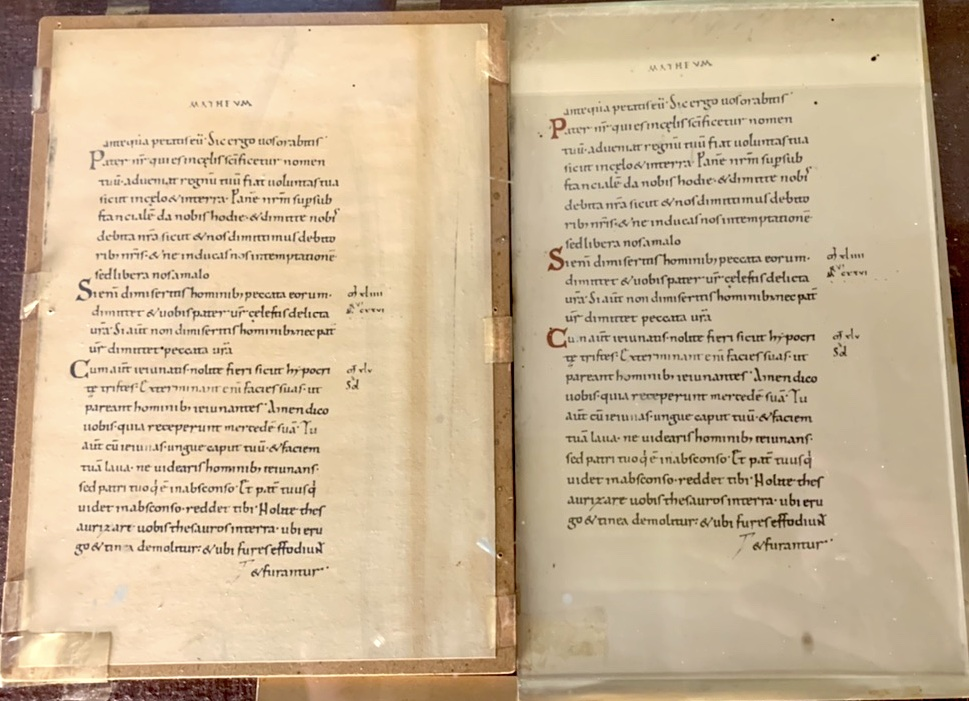
Pagine dell'Evangeliario

Non si sa con certezza dove sia stato realizzato il codice. Alcuni ricercatori hanno suggerito che sia stato realizzato a Dalby, in uno scriptorium appartenente al priorato collegato alla chiesa, altri sono stati più cauti nell'attribuire il manoscritto a uno scriptorium danese  infatti l'Inghilterra, o anche più probabilmente la Germania settentrionale, sono stati proposti come luoghi di origine. Gli elementi del manoscritto che potrebbero indicare un'origine danese sono quelli che diversi ricercatori hanno definito un'esecuzione "provinciale", cioè che le miniature sono di qualità sensibilmente inferiore rispetto ad altre provenienti, ad esempio, dalla Germania, un mix di influenze stilistiche provenienti dall'Inghilterra e dalla Germania che si ritiene siano state concepite in Danimarca, e possibili influenze dell'arte vichinga e delle croci di bronzo paleocristiane provenienti dalla Scania. D'altra parte, alcune caratteristiche indicano che il manoscritto forse non è stato realizzato in Danimarca: l'elenco delle pericopi del manoscritto è chiaramente basato su un modello della diocesi di Amburgo-Brema e, più precisamente, la sua origine è stata suggerita come quella di Ramelsloh.L'arte insulare ha influenzato anche la miniatura dei codici tedeschi e inoltre non c'è consenso sul fatto che alcuni elementi del manoscritto siano chiaramente influenzati dall'arte inglese. Ciò che alcuni ricercatori hanno identificato come scarsa qualità può anche essere spiegato come una lavorazione incompiuta e non scadente; la miniatura del manoscritto potrebbe essere stata interrotta in anticipo per qualche motivo.
Dalby fu sede vescovile per un breve periodo (1060-1066) e si sa che il primo vescovo Egino era circondato da un gruppo di letterati provenienti da Amburgo-Brema. Inoltre, a Dalby c'era spazio per uno scriptorium. Non si può escludere, quindi, che uno scriptorium sia stato istituito rapidamente a Dalby e che il libro sia stato prodotto lì. Tuttavia, è altrettanto possibile che il vescovo abbia semplicemente portato il libro con sé in Germania. Se fosse stato realizzato in Danimarca, sarebbe il libro più antico realizzato non solo in Danimarca ma in tutti i Paesi nordici e la sua decorazione sarebbe la più antica immagine dipinta di epoca cristiana in questi Paesi.   Indipendentemente dalle sue origini, il manoscritto rimane la prima testimonianza conosciuta della presenza di codici e di una cultura dell'alfabetizzazione in Danimarca. L'Evangeliario di Dalby fa parte delle collezioni della Biblioteca Reale di Danimarca.

## Descrizione
L'Evangeliario di Dalby è stato definito uno dei principali tesori della Biblioteca Reale di Danimarca. È composto da 285 fogli di pergamena di pelle di pecora e di vitello (vellum). Le sue dimensioni sono 21,5 cm x 15,2 cm.
Il testo è scritto in minuscole carolingie.  Contiene quattro miniature a piena pagina con i ritratti dei quattro evangelisti eseguiti in uno stile simile a quello dei codici miniati contemporanei di Amburgo-Brema.  Gli evangelisti sono raffigurati seduti, con i loro simboli; solo Giovanni è rappresentato con la barba e ognuno di loro ha in mano una penna ed è impegnato a scrivere la lettera iniziale della propria versione del Vangelo.
La pagina contenente la raffigurazione di Luca è stata parzialmente rovinata da parti di una ricgetta per un incantesimo scritta da un monaco nel XV secolo. 
Oltre a queste miniature, sono presenti anche 16 tavole canoniche e una serie di semplici iniziali ingrandite in rosso. 
La rilegatura, riccamente decorata, è costituita da tavole di legno ricoperte di metallo. La copertina anteriore è in argento dorato inciso con una raffigurazione di Christus triumphans su un drago e affiancato da Serafini e Cherubini. Cristo tiene in mano il Libro della Vita e un bastone con una croce. 
Un volto barbuto nell'angolo in basso a sinistra è probabilmente il ritratto dell'ignoto committente del libro.
La copertina posteriore è in rame dorato e raffigura la crocifissione, con Maria e Giovanni Evangelista sotto i simboli della Luna e del Sole.
Nelle prime ricerche si ipotizzava che la rilegatura fosse stata assemblata con pezzi di diversa provenienza.  Più recentemente lo storico dell'arte Thomas Rydén ha sostenuto che l'intera rilegatura è stata in realtà realizzata in un unico momento e per questo manoscritto dal momento che alcuni elementi decorativi ricorrono sia sul fronte che sul retro..  La rilegatura ha probabilmente ha sostituito una rilegatura precedente risalente alla metà del XII secolo.